# حدود اللب-الوشاح
1. القشرة القارية
2. القشرة المحيطية
3. وشاح الأرض
4. الوشاح السفلي
5. اللب الخارجي
6. اللب الداخلي

مخطط يوضح الجزء الداخلي من الأرض.

حدود اللب-الوشاح تمثل الانتقال بين الوشاح السليكاتي للأرض واللب الخارجي المكون من الحديد والنيكل السائل. تقع هذه الحدود على عمق 2,891 كم (1,796 ميل) تحت سطح الأرض، وتلعب دورًا مهمًا في نقل الحرارة بين اللب والوشاح، مما يساهم في العمليات الجيولوجية مثل الحركة التكتونية وتوليد المجال المغناطيسي للأرض.

## سلوك الموجات الزلزالية
تُلاحظ حدود اللب والوشاح من خلال عدم الاستمرارية في سرعات الموجات الزلزالية عند هذا العمق، حيث تتغير سرعتها بشكل واضح نتيجة الفرق بين المعوقات الصوتية للوشاح الصلب واللب الخارجي المنصهر. هذا الاختلاف يعكس التباين في التركيب الفيزيائي لكلا الطبقتين، مما يؤثر على طريقة انتقال الطاقة الزلزالية عبر الأرض.
تُظهر الموجات الزلزالية تغيرات كبيرة عند الانتقال بين الوشاح العميق واللب الخارجي. الموجات P تصبح أبطأ بكثير في اللب الخارجي مقارنةً بالوشاح العميق، بسبب الاختلاف في كثافة وتركيب المادة. أما الموجات S، فلا يمكنها الانتقال عبر الجزء السائل من النواة نهائيًا، لأن الموجات القصيّة تحتاج إلى وسط صلب للانتشار، مما يجعل اللب الخارجي منطقة خالية تمامًا منها.
تشير الأدلة الحديثة إلى وجود طبقة حدودية مميزة مباشرة فوق حدود اللب والوشاح، ربما تكون مكونة من مرحلة جديدة من معادن البيروفسكايت الأساسية في الوشاح العميق تسمى ما بعد البيروفسكايت. تتميز هذه المرحلة المعدنية بخصائص مختلفة عن البيروفسكايت التقليدي، مما يساعد في تفسير التغيرات في سلوك الموجات الزلزالية عند هذا العمق. يُعتقد أن هذه الطبقة تلعب دورًا رئيسيًا في نقل الحرارة والتفاعلات الجيوكيميائية داخل الأرض، مما يؤثر على حركة الكوكب والتدفقات الداخلية. أظهرت دراسات التصوير المقطعي الزلزالي وجود مخالفات كبيرة داخل منطقة الحدود ويبدو أنها تهيمن عليها مقاطعات القص المنخفضة الكبيرة التي تقع تحت إفريقيا والمحيط الهادئ. هذه المناطق تتميز بكثافة ودرجة حرارة مختلفتين عن بقية الوشاح، مما يؤثر على تدفق المواد داخل الأرض ويؤدي إلى تغيرات ديناميكية قد تكون مرتبطة بتطور البراكين والنشاط التكتوني.
يمكن أن تكون هذه المقاطعات ناتجة عن عمليات طويلة الأمد داخل الأرض، مثل التفاعل بين المواد الصاعدة من اللب والوشاح العلوي.

## التأثيرات الحرارية
يُعتقد أن اللب الخارجي أكثر سخونة من الوشاح بفارق 500-1800 كلفن، مما يشكل طبقة حرارية تؤثر على انتقال الحرارة والحركة التكتونية. تشير الدراسات إلى أن حدود اللب والوشاح قد تحتوي على تضاريس مشابهة لسطح الأرض، مدعومة بالحمل الحراري الصلب داخل الوشاح. هذه التضاريس يمكن أن تؤثر على تدفق الحرارة والحركة الداخلية للأرض، مما يساهم في العمليات الجيوديناميكية العميقة. الاختلافات الحرارية في حدود اللب والوشاح تؤثر على تدفق السوائل الغنية بالحديد في اللب الخارجي، مما يلعب دورًا أساسيًا في تكوين المجال المغناطيسي للأرض.